# Иринджибал
Иринджибал (1 мая 1326 — 14 декабря 1332) — десятый император династии Юань (китайское храмовое имя — Нин-цзун; кит. 元寧宗), четырнадцатый каган (хаган) Монгольской империи (монгольское храмовое имя — Ринчинбал-хаган; монг. Ринчинбал хаан).

## Биография
Иринджибал был вторым сыном китайского императора и монгольского хана Хошилы (Кутукту-хагана) (1300—1329). Его матерью была Бабуш-хатун (ум. 1330) из племени найманов. В 1329 года после смерти отца, великого монгольского императора Хошилы, отравленного по приказу Эль-Тэмура, Иринджибал получил от своего дяди Туг-Тэмура титул «князь Фу». В январе 1331 года император Туг-Тэмур назначил своим наследником старшего сына Аратнадара, который внезапно скончался через месяц.
Назначенный Туг-Тэмуром престолонаследник умер, как обычно бывало в Дайду, до него самого. Когда сам Туг-Тэмур скончался в октябре 1332 года, Эль-Тэмур собирался возвести на престол сына умершего, Эль-Тэгуса, но этому неожиданно воспротивилась его мать Будашири-хатун: не без оснований она полагала, что в сложившихся условиях хаганский трон стал равносилен смертному приговору с небольшой отсрочкой. Тогда 23 октября, 1332 года на престол был возведен младший сын Хошилы, семилетний Иринджибал, но умер 14 декабря того же года. После него на ханский престол взошел вернувшийся из Кореи тринадцатилетний старший единокровный брат убитого, Тогон-Тэмур, с тронным именем Ухагату-хаган (1333—1370).